# Bucksport (Maine)
Bucksport és una població dels Estats Units a l'estat de Maine (EUA). Segons el cens del 2000 tenia 4.908 habitants.

## Demografia
Segons el cens del 2000, Bucksport tenia 4.908 habitants, 2.049 habitatges, i 1.360 famílies. La densitat de població era de 36,8 habitants per km².
Dels 2.049 habitatges en un 32% hi vivien nens de menys de 18 anys, en un 52,6% hi vivien parelles casades, en un 9,8% dones solteres, i en un 33,6% no eren unitats familiars. En el 27,3% dels habitatges hi vivien persones soles l'11,9% de les quals corresponia a persones de 65 anys o més que vivien soles. El nombre mitjà de persones vivint en cada habitatge era de 2,38 i el nombre mitjà de persones que vivien en cada família era de 2,87.
Per edats la població es repartia de la següent manera: un 25% tenia menys de 18 anys, un 7,4% entre 18 i 24, un 29,3% entre 25 i 44, un 24,7% de 45 a 60 i un 13,5% 65 anys o més.
L'edat mediana era de 38 anys. Per cada 100 dones de 18 o més anys hi havia 86,1 homes.
La renda mediana per habitatge era de 34.812 $ i la renda mediana per família de 41.818 $. Els homes tenien una renda mediana de 35.067 $ mentre que les dones 22.739 $. La renda per capita de la població era de 17.587 $. Entorn del 9,4% de les famílies i el 10,8% de la població estaven per davall del llindar de pobresa.